# Aukro.ua
Aukro.ua — український Інтернет-аукціон, що був заснований 2007 р. та досягнув піку популярності у 2012-2013 рр. Станом на 2012 р. кожного дня проєкти аукціону відвідували 500 тис. унікальних користувачів. Втім, у жовтні 2016 р. сайт аукціону було закрито, а діяльність торгівельного майданчика припинено. Aukro.ua входив до складу холдингу електронної комерції Allegro Group Ukraine.
Згідно з рейтингом Gemius, Aukro.ua входив до п'ятірки найбільших українських сайтів сегменту електронної комерції. У 2012 році посів 1-ше місце в рейтингу споживчого порталу FAVOR.com.ua у категорії «Інтернет-аукціони». У 2013 році, другий рік поспіль, проєкт було визнано найкращим серед українських Інтернет-аукціонів та нагороджено медаллю «Фаворит Успіху — 2013».

## Історія

### 2007-2010
- 16 лютого — запущений сайт Aukro.com.ua.
- 6 січня — два найбільших інтернет-аукціони України Aukro.ua і Auction.ua об'єднуються на базі платформи Aukro.ua[6]. Таким чином, Aukro стає монополістом на ринку інтернет-аукціонів України.

### 2012
- 6 січня — кількість користувачів Aukro.ua перевищила мільйон[7].
- березень — створений мобільний сайт m.aukro.ua.

### 2013
- 10 січня — кількість користувачів Aukro.ua перевищила 2 мільйони[8].
- 29 січня — введено можливість оплати товарів он-лайн через міжнародний процесинговий центр PayU[9].
- січень — адміністрація ресурсу закриває україномовну версію сайту[10].
- лютий — Aukro.ua випустив додаток для телевізорів з функцією Smart TV[11].
- 19 лютого — введено плату за виставлення лотів[12].
- 12 квітня — в рамках торгової площадки запущена Програма Лояльності для покупців[13].
- серпень — мобільні версії Aukro.ua стали доступні для пристроїв з такими операційними системами, як-от: iOS[14], Android[15], Windows Phone[16].
- 16 вересня — на сайті введено новий дизайн[17].
- грудень — кількість зареєстрованих користувачів перевищила 3 мільйони[18].

### 2016
- 6 липня — Aukro (ТОВ «АУКРО УКРАЇНА») входить до групи компаній EVO (ТОВ «УАПРОМ»)[19].
- 1 жовтня — група компаній EVO повідомила про припинення роботи торгівельного майданчика Aukro (ТОВ «АУКРО УКРАЇНА») і закриття сайту http://aukro.ua [Архівовано 9 липня 2012 у Wayback Machine.][20].

## Як працював аукціон

### Здійснення операцій
На Aukro.ua продавці виставляли на продаж товари (лоти) для купівлі їх на аукціонних торгах або за фіксованими цінами. Якщо покупець (користувач) був зареєстрований і активував свій рахунок, він міг без обмежень продавати і купувати лоти. Купівля лота відбувалась у декілька етапів
1. Пошук лота;
2. Вибір форми покупки;
3. Завершення операції.

Оплата товару:
- післяплатою;
- банківським переказом;
- поштовим переказом;
- за допомогою електронної системи платежів.

## Безпека
Безпека операцій на Aukro.ua забезпечувалась:
- системою відгуків. Після кожної операції контрагенти залишали один одному відгуки. Кількість відгуків та рейтинг користувача засвідчував рівень безпеки потенційної угоди з ним;
- верифікацією продавців за допомогою активації рахунку;
- службою безпеки Aukro.ua. Користувачі мали можливість сповістити співробітників Aukro.ua про підозру, що виставлений на продаж товар порушує Угоду Aukro або продавець своїми діями намагається ввести в оману інших користувачів. Служба безпеки перевіряла отриману інформацію і, за необхідності, мала право заблокувати акаунт недобросовісних користувачів;
- програмою захисту покупців[21]. Вона передбачала виплату до 5000 грн (і до 10 000 грн за «Суперпропозиціями») як компенсацію тим покупцям, що зіткнулися з шахрайством на Інтернет-аукціоні.

## Aukro і знаменитості

### Обличчя Aukro
З 1 листопаду 2012 року обличчям рекламних кампаній Aukro.ua був музикант і шоумен Кузьма Скрябін. У 2011 році офіційним обличчям проєкту moda.aukro.ua був оголошений український дизайнер Андре Тан.

### Благодійні аукціони
Aukro.ua проводив благодійні аукціони спільно з благодійними фондами і українськими зірками. Такі заходи надавали можливість користувачам придбати лоти з автографами знаменитостей або зустрітися з ними, а всі залучені кошти направлялись на благодійність.
Наймасштабніші благодійні аукціони:
- «Зірки на продаж» (2011 рік) — проводився спільно з Фондом Олени Пінчук «АнтиСНІД». Усі кошти, виручені від аукціону, були відправлені на купівлю унікального обладнання для інактивації вірусів в донорській крові — INTERCEPT[24]. За найбільшою ціною, 250 300 грн, був проданий лот «Гра в гольф з легендарним футболістом — Андрієм Шевченко». Також як лот був реалізований урок вокалу від Джамали за 50 100 грн, фотосесія з Марією Єфросініною за 18 100 гривень, візит з Іриною Бережною до Верховної Ради за 15 300 грн і роль у кліпі Ірини Білик за 15 000 гривень[25].

- «Проєкт „Подаруй хворій дитині надію“» (грудень 2011 р.) — разом із благодійним фондом «Богуслав» проведена Різдвяна благодійна акція[26].

- Аукціон фонду «Серце до серця» (2012). Розігрувались вечеря з Міс України Ярославою Курячею, з олімпійською чемпіонкою Яною Клочковою та інші лоти. Усі кошти, виручені від продажу лотів, пішли на придбання інсулінових помп для лікування дітей, хворих на цукровий діабет[27].

- «Подаруй дитині надію» (2012) був організований спільно з благодійною організацією «Світ дитини». На аукціон були виставлені боксерські рукавички Віталія Кличко, книги Павла Гудімова, DVD від Ніно Катамадзе, знаменитий бубен Руслани, намисто Антоніни Матвієнко та інші лоти. Зароблені кошти пішли на придбання рентгенівського апарату для Західноукраїнського спеціалізованого дитячого медичного центру[28].

- «Благодійний аукціон до Дня Діджея» спільно з радіостанцією KISS FM (лютий-березень 2013 р.). Щороку 9 березня від імені міжнародної клубної індустрії в рамках Дня Діджея по всьому світу проходять благодійні акції з допомоги дитячим організаціям. З 15 лютого по 8 березня на сайті aukro.ua були виставлені лоти резидентів KISS FM. Зібрані кошти були спрямовані на допомогу дітям[29].

- «Разом до мрії (листопад 2013 р.)». Благодійний аукціон з фондом «Разом до мрії» з продажу речей знаменитостей. Найдорожчий лот — сукня співачки Ані Лорак, диски з автографами гурту «Тартак», сережки від Гайтани та ін. Зібрані кошти були спрямовані на благодійність[30].

- Аукціон з програмою «ПроФутбол» (березень 2014 р.). Колектив програми ініціював благодійний Інтернет-аукціон, лотами стали футболки з автографами українських гравців[31].